# Shaken
 (juin 2025).
Si vous disposez d'ouvrages ou d'articles de référence ou si vous connaissez des sites web de qualité traitant du thème abordé ici, merci de compléter l'article en donnant les références utiles à sa vérifiabilité et en les liant à la section « Notes et références ».
Pour un article plus général, voir Shuriken.
Le shaken ou étoile ninja est une arme de lancer japonaise en forme d'étoile.

## Caractéristiques
Cela s’est avéré pratique pour l’utilisateur du shuriken car les armes pouvaient être enfilées sur une ficelle ou un goujon dans la courroie pour le transport, et le trou avait également des effets aérodynamiques et de poids qui aidaient au vol de la lame.